# Judyta (postać biblijna)
Judyta hebr. יְהוּדִית – postać bibiljna, bohaterka Księgi Judyty (por. np. Jdt 8,1-4 ).

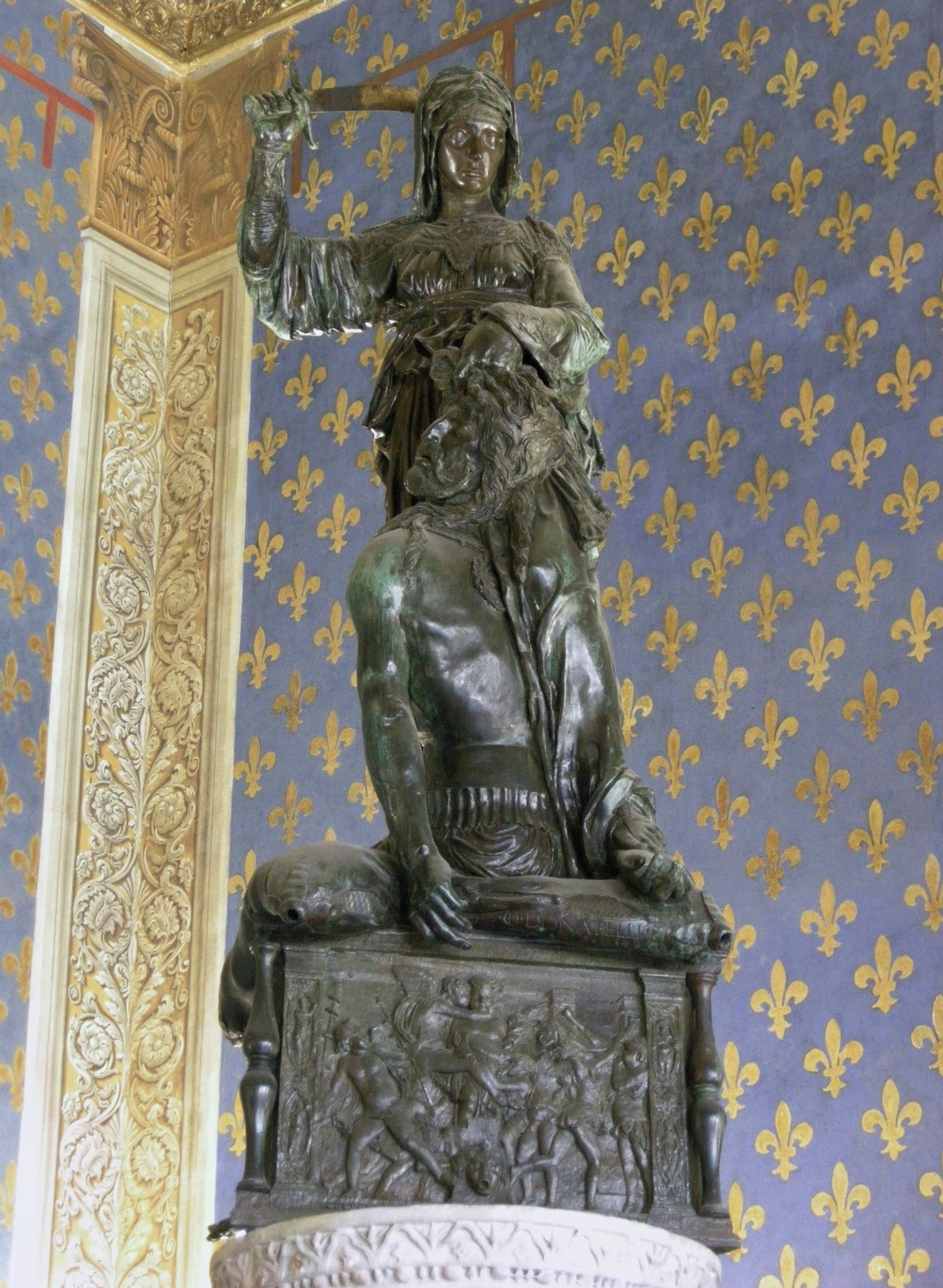
Judyta i Holofernes, rzeźba Donatella

Judyta była córką Merariego z pokolenia Symeona. Wcześnie owdowiała, dlatego cały czas nosiła po śmierci męża na sobie wór opadający na biodra, jej mężem był Manasses z Betulii. Była piękna, bogata, bardzo pobożna, pomagała ludziom potrzebującym. 
Księga Judyty opowiada, iż w czasie najazdu wojsk asyryjskich na Izrael, ich wódz Holofernes rozpoczął oblężenie miasta Betulii. Wydawało się, że nic nie uratuje ani miasta, ani kraju. Judyta postanowiła wówczas sama obronić miasto. Po wieczornej modlitwie udała się do obozu Asyryjczyków. Wyjaśniła im, że opuściła miasto, chcąc ocalić życie. Kiedy zaprowadzono ją przed oblicze Holofernesa, ten zakochał się w niej, będąc pod wrażeniem jej urody, i zabrał ją do swojego namiotu. Czwartego dnia po wielkiej uczcie, kiedy Holofernes spał, Judyta ucięła mu głowę. Następnie włożyła ją do kosza i powróciła do Betulii. O świcie wywieszono głowę na murach miasta. Gdy ujrzało ją wojsko asyryjskie, uciekło w popłochu. Izraelici rzucili się w pogoń za wrogami i ich rozgromili.
Opowieść o Judycie nie znajduje potwierdzenia w faktach historycznych. Motyw kobiety, która - pięknie umalowana i wystrojona - udaje się do obozu wroga, aby podstępem dokonać krwawej rozprawy, mógł zostać zaczerpnięty z mitologii ugaryckiej. W spisanej jeszcze w epoce brązu „Opowieści o Aqhacie”, królewska córka Paghat mści się w taki właśnie sposób na Yatpanie, sprawcy śmierci brata Paghat.
W tradycji kościelnej Judyta jest typem Maryi, Matki Jezusa. Do jej postaci nawiązują Godzinki o Niepokalanym Poczęciu Najświętszej Maryi Panny oraz La Betulia Liberata.